# Траффорд, Мейсон
Мейсон Траффорд (англ. Mason Trafford; 21 августа 1986, Бойнтон-Бич, Флорида, США) — канадский футболист, защитник.

## Ранние годы
Родился в Бойнтон-Бич, штат Флорида. В детстве переехал в Ванкувер, где и вырос. Обучаясь в средней школе, увлёкся соккером.

## Юношеская и любительская карьера
В школьные годы начал играть за клуб «Норт-Шорт Селектс». Затем под руководством Романа Тилса играл два года за сборную Британской Колумбии. Обучаясь в школе Романа Тилса, имел возможность спарринга с юношескими командами «Баварии», «Аякса», НАКа, «Мюнхена 1860». Затем играл четыре года за команду Невадского университета в Лас-Вегасе, где был капитаном команды.

## Профессиональная карьера
В 2005—2007 годах играл в молодёжном составе «Ванкувер Уайткэпс». 19 июня 2008 года Траффорд подписал контракт на один год с основным составом «Ванкувер Уайткэпс». Дебютировал за «Уайткэпс» 29 июля 2008 года в матче против «Майами Блюз», заменив Альфредо Валенте на 85-й минуте. В сезоне 2008 сыграл 14 матчей за клуб. 3 декабря 2008 года продлил контракт с командой. В 2009 году сыграл за «Ванкувер Уайткэпс» 24 матча, вместе со своим клубом дошёл до финала USL First Division, где потерпел поражение от «Монреаль Импакт».
В 2010 году играл за «Реал Мэрилэнд Монаркс».
29 августа 2010 года перешёл в финский «Мариехамн», подписав контракт на оставшуюся часть сезона 2010 с опцией продления ещё на два года. В 2011 году провёл 28 игр за «Мариеханм», забил один гол.
17 марта 2014 года подписал контракт с клубом Североамериканской футбольной лиги «Оттава Фьюри».
4 февраля 2016 года перешёл в «Майами».
27 февраля 2019 года подписал контракт с клубом Канадской премьер-лиги «Кавалри». 13 ноября 2019 года переподписал контракт с клубом на сезон 2020. 6 ноября 2020 года продлил контракт с клубом на сезон 2021. 11 февраля 2022 года перезаключил контракт с клубом на сезон 2022. 7 апреля 2022 года был выбран новым капитаном «Кавалри». 10 февраля 2023 года Мейсон Траффорд объявил о завершении футбольной карьеры и присоединился к фронт-офису «Кавалри» в качестве коммерческого директора клуба.
За сборную Канады Траффорд дебютировал 26 января 2013 года в товарищеском матче со сборной Дании.

## Личная жизнь
Окончил Невадский университет в Лас-Вегасе с отличием по специальности бухгалтерский учёт и имеет степень бакалавра.